# Helicotrema
L'helicotrema (del grec ἕλιξ, que significa 'espiral', i τρημα, que significa 'forat') és la part del laberint coclear on la rampa timpànica i la rampa vestibular es troben.